# 川合武
川合 武（かわい たけし、1915年9月21日 - 1991年1月15日）は日本の内務・自治官僚・政治家。元衆議院議員（1期）。

## 略歴
神奈川県出身。横浜一中、水戸高卒業。1940年、東京帝国大学法学部卒業後、内務省入省、長野県特高課長などを務めた。総理秘書官、自治省官房調査官を経て消防庁次長を務める。その後、日本消防協会常任顧問。1952年第25回衆議院議員総選挙（日本自由党公認）、1953年第26回衆議院議員総選挙（無所属）、1958年第28回衆議院議員総選挙（無所属）で神奈川県第1区(中選挙区。横浜市全域が選挙区)から立候補するも落選し、1971年横浜市長選挙に自民党推薦で立候補し現職の飛鳥田一雄に敗れたが、1976年、第33回衆議院議員総選挙で神奈川県第4区から新自由クラブから立候補し、初当選。衆議院議員在任中は、新自由クラブ財務委員長を務める。1979年、第35回衆議院議員総選挙で、落選。晩年は、新自由クラブ解散後も田川誠一による後継政党である進歩党の候補者応援や政策宣伝に従事した。

## 逸話
- 磯子小学校時代から近所に飛鳥田一雄が住んでいた。小学校・中学校と成績はトップクラスであった。1952年に日本自由党公認で出馬した際に総裁であった吉田茂の応援演説を勧める声に対して｢そのような恩恵を蒙ろうとは思っていない｣と頑として受けなかった[5]。
- 上記の1971年横浜市長選挙は、同じ横浜一中出身の川合と飛鳥田の「同級生対決」として当時のメディアから注目された[6]。
- 映画｢小説吉田学校｣の1952年衆院選日本自由党開票本部シーン、に落選して当選花の付かない｢川合武｣の名前が登場する[7]。